# Atletica leggera ai Giochi della XIV Olimpiade - Salto in alto maschile
La competizione del salto in alto maschile di atletica leggera ai Giochi della XIV Olimpiade si è disputata il giorno 30 luglio 1948 allo Stadio di Wembley a Londra.

## L'eccellenza mondiale
| Primatista mondiale      | 2,11 1941 | Lester Steers                 | Ritirato 1947    |
| Primatisti stagionali    | 2,038     | Vern McGrew e David Albritton | Presente Assente |
| Vincitore dei Trials USA | 2,038     | Vern McGrew                   | Presente         |

1. ↑  Fino al 29 luglio.
2. ↑  Conversione decimale della misura inglese di 6 piedi e 8 pollici.
3. ↑  
Il David Albritton co-primatista stagionale è quello che arrivò secondo ai Giochi di Berlino 1936. Ma ora ha 35 anni suonati e non se la sente di mettersi alla prova ai Trials.

## Risultati

### Turno eliminatorio
Qualificazione1,87 m
Venti atleti ottengono la misura richiesta.

| Pos. | Atleta           | Nazione       | Misura |
| ---- | ---------------- | ------------- | ------ |
| 21   | Arnulf Pilhatsch | Austria       | 1,84   |
| 21   | Benjamín Casado  | Porto Rico    | 1,84   |
| 21   | Claude Bénard    | Francia       | 1,84   |
| 21   | Giannīs Lamprou  | Grecia        | 1,84   |
| 21   | Pedro Listur     | Uruguay       | 1,84   |
| 21   | Arne Åhman       | Svezia        | 1,84   |
| 27   | Ronald Pavitt    | Gran Bretagna | 1,80   |

### Finale
La gara si decide a 1,98. L'australiano Winter (personale di 2,01 ottenuto con la vecchia sforbiciata) passa l'asticella alla prima prova, però ricadendo sulla sabbia si fa male alla schiena e non può più proseguire. Ma la fortuna gli sorride: ci sono ben quattro concorrenti ancora in gara, ma tutti sbagliano tre volte la misura.

Il vincitore dei Trials McGrew si ferma a 1,80 ed arriva ultimo.
John Arthur Winter è stato l'ultimo saltatore in alto a vincere una competizione internazionale usando lo stile a forbice.
| Pos.    | Atleta                 | Età | Nazione       | Misura | Salti di finale | Salti di finale | Salti di finale | Salti di finale |
| Pos.    | Atleta                 | Età | Nazione       | Misura | 1,87            | 1,90            | 1,95            | 1,98            |
| ------- | ---------------------- | --- | ------------- | ------ | --------------- | --------------- | --------------- | --------------- |
| Oro     | John Arthur Winter     | 23  | Australia     | 1,98   | o               | o               | xo              | o               |
| Argento | Bjørn Paulson          | 25  | Norvegia      | 1,95   | o               | o               | o               | xxx             |
| Bronzo  | George Stanich         | 19  | Stati Uniti   | 1,95   | o               | o               | xxo             | xxx             |
| 4       | Thomas Dwight Eddleman | 25  | Stati Uniti   | 1,95   | o               | xo              | xxo             | xxx             |
| 5       | Georges Damitio        | 24  | Francia       | 1,95   | o               | xxo             | xxo             | xxx             |
| 6       | Arthur Jackes          | 24  | Canada        | 1,90   | o               | o               |                 |                 |
| 7       | Alan Paterson          | 20  | Gran Bretagna | 1,90   | xo              | xo              |                 |                 |
| 7       | Hans Wahli             | 21  | Svizzera      | 1,90   | xo              | xo              |                 |                 |
| 9       | Alfredo Jadresic       | 22  | Cile          | 1,90   |                 | xxo             |                 |                 |
| 9       | Göran Widenfelt        | 19  | Svezia        | 1,90   |                 | xxo             |                 |                 |
| 9       | Pierre Lacaze          | 23  | Francia       | 1,90   |                 | xxo             |                 |                 |
| 12      | Adegboyega Adedoyin    | 25  | Gran Bretagna | 1,90   |                 | xxo             |                 |                 |
| 13      | Birger Leirud          | 24  | Norvegia      | 1,90   |                 | xxo             |                 |                 |
| 14      | Hércules Azcune        | 19  | Uruguay       | 1,80   |                 |                 |                 |                 |
| 14      | Lloyd Valberg          | 26  | Singapore     | 1,80   |                 |                 |                 |                 |
| 16      | Verne McGrew           | 18  | Stati Uniti   | 1,80   |                 |                 |                 |                 |
| 17      | Kuuno Honkonen         | 26  | Finlandia     | 1,80   |                 |                 |                 |                 |
| 18      | Gurnam Sidhu Gurnam    | 31  | India         | 1,80   |                 |                 |                 |                 |
| -       | Bjørn Gundersen        | 24  | Norvegia      | NM     |                 |                 |                 |                 |
| -       | Nils Nicklén           | 31  | Finlandia     | NM     |                 |                 |                 |                 |